# Le Lys d'or (film, 1910)
Pour les articles homonymes, voir Le Lys d'or.
Pour plus de détails, voir Fiche technique et Distribution.
Le Lys d'or est un film muet français réalisé par Louis Feuillade et Léonce Perret, sorti en 1910.

## Fiche technique
- Titre : Le Lys d'or
- Réalisation : Léonce Perret et Louis Feuillade
- Scénario : Léonce Perret et Louis Feuillade
- Producteurs : Léonce Perret et Louis Feuillade
- Société de production : Société des Etablissements L. Gaumont
- Pays de production :  France
- Métrage : 214 m
- Langue : film muet avec les intertitres en français
- Format : Noir et blanc — 35 mm — 1,33:1 — Muet
- Genre :
- Durée : 7 minutes
- Année de sortie : France : 1910

## Distribution
- Alice Tissot
- Maurice Vinot
- Renée Carl